# Arcueil
Arcueil è un comune francese di 19 716 abitanti situato nel dipartimento della Valle della Marna nella regione dell'Île-de-France.
I suoi abitanti sono detti Arcueillais.

## Geografia fisica
Arcueil è uno dei 47 comuni della Valle della Marna, il cui capoluogo è Créteil, e fa parte dell'arrondissement Haÿ-les-Roses.
Il comune si trova 2 km a sud di Parigi ed è attraversato dal fiume Bièvre, fiume dall'alveo artificiale completamente canalizzato.
Occupa una superficie di 233 ettari.
I comuni più vicini sono: Gentilly a nord, Le Kremlin-Bicêtre a est, Villejuif a sud-est, Cachan a sud, Bagneux a ovest e Montrouge a nord-ovest.

## Storia

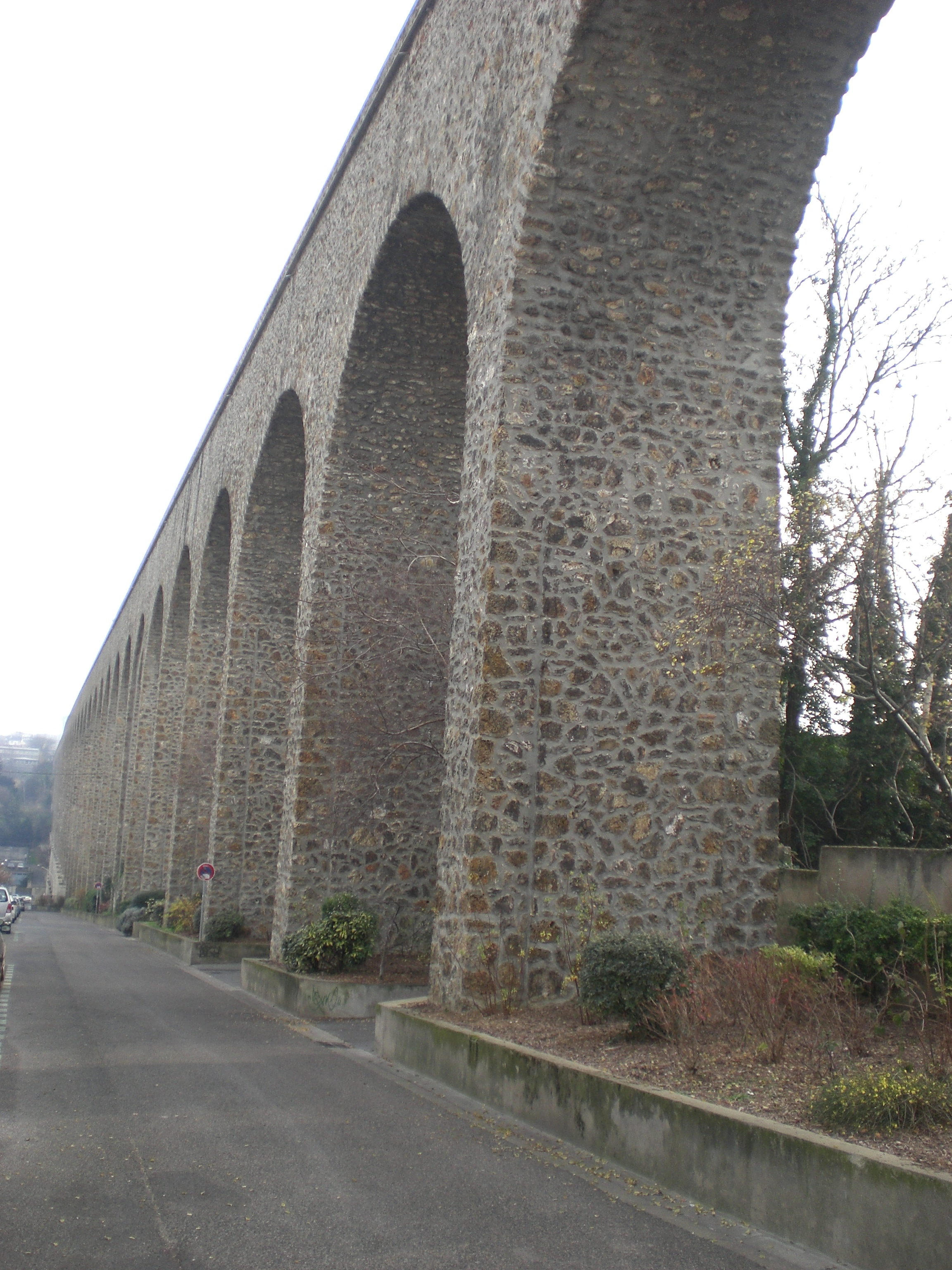
L'acquedotto gallo - romano

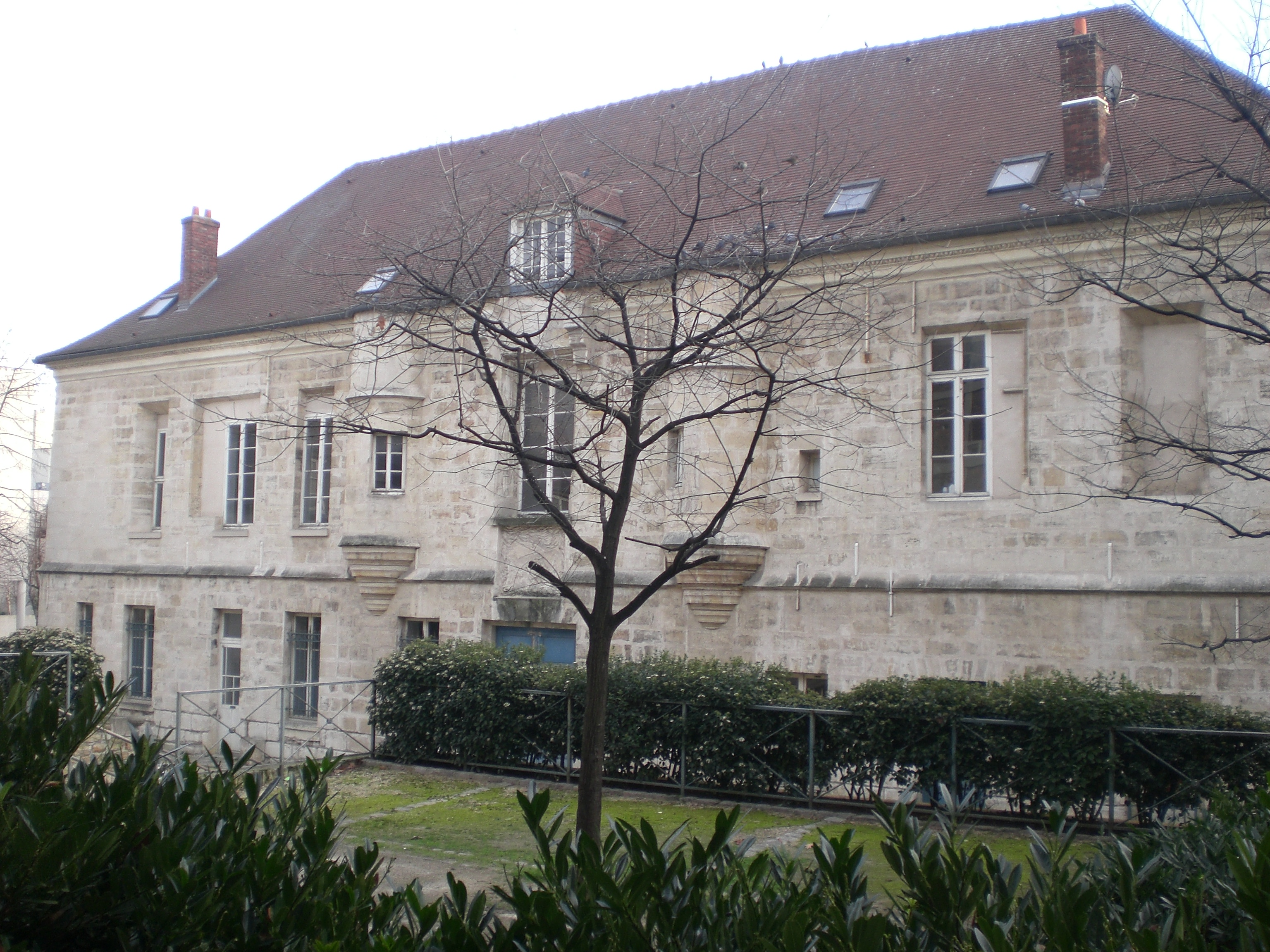
Maison des Gardes

## Società

### Evoluzione demografica
Abitanti censiti